# Cuerpo residual
En la digestión lisosomal, los cuerpos residuales son vesículas que contienen materiales no digeribles. Los cuerpos residuales son secretados por la célula a través de la exocitosis (esto generalmente solo ocurre en los macrófagos), o se convierten en gránulos de lipofuscina que permanecen en el citosol indefinidamente. Las células que viven más tiempo, como las neuronas y las células musculares, suelen tener una mayor concentración de lipofuscina que otras células que proliferan más rápidamente.

## Otras lecturas
Karp, Gerald (2005). Cell and Molecular Biology: Concepts and Experiments. Hoboken, NJ: John Wiley & Sons. pp. 311–313. ISBN 0-471-46580-1.

- Datos: Q7315504